# Скотт Джозеф Келлі
Скотт Джо́зеф Ке́ллі (англ. Scott Joseph Kelly); народ. 21 лютого 1964, Орендж, Нью-Джерсі) — американський астронавт і відставний капітан ВМС США. Здійснив чотири космічних польоти, один з яких тривалістю 340 діб, що стало рекордом для МКС. Скотт Келлі одружений, його дружина — Леслі Янделл (англ. Leslie S. Yandell). Вони мають двох дітей. Келлі має брата-близнюка — Марка Келлі, який також перебуває в загоні астронавтів.

## Освіта
Скотт Келлі закінчив вищу школу в 1982 році у Вест Орендж (англ. West Orange), штат Нью-Джерсі. У 1987 році Келлі здобув ступінь бакалавра в області електротехніки у Морському коледжі Нью-Йоркського університету (англ. State University of New York Maritime College). Ступінь магістра у галузі авіаційних систем Келлі отримав 1996 року в університеті Теннессі (англ. University of Tennessee), Кноксвілл (англ. Knoxville).

## Кар'єра морського льотчика
Після закінчення університету Скотт Келлі був направлений у морську авіацію і служив на морській авіаційній станції (англ. Naval Air Station) в Бівілі (англ. Beeville) (Техас), де він став льотчиком морської авіації. Пізніше він служив в місті Вірджинія-Біч (штат Вірджинія), де вивчав літак F-14. Скотт Келлі проходив службу льотчиком на північній Атлантиці, Середземному морі, Червоному морі та в Перській затоці на авіаносці Дуайт Ейзенхауер (англ. USS Dwight D. Eisenhower). Від січня 1993 по червень 1994 року Скотт Келлі навчався в Школі льотчиків-випробувачів (англ. US Naval Test Pilot School). Після закінчення цієї школи, він служив льотчиком-випробувачем. Скотт Келлі має понад 3500 годин нальоту на літаках понад 30 типів, і здійснив понад 250 посадок на авіаносець.

## Кар'єра астронавта

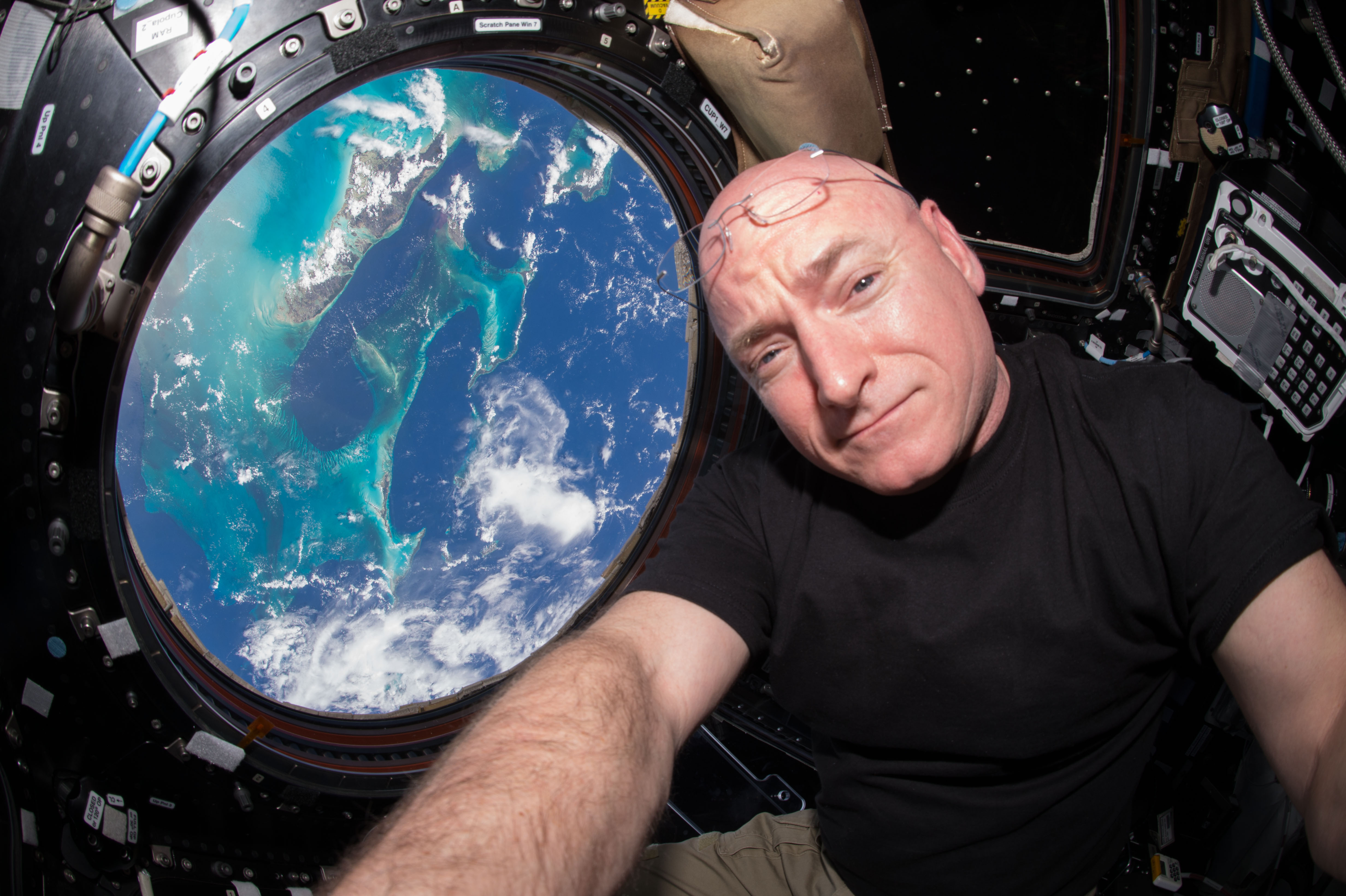
С. Келлі, селфі в «Куполі» під час експедиції МКС-44. 12.07.2015

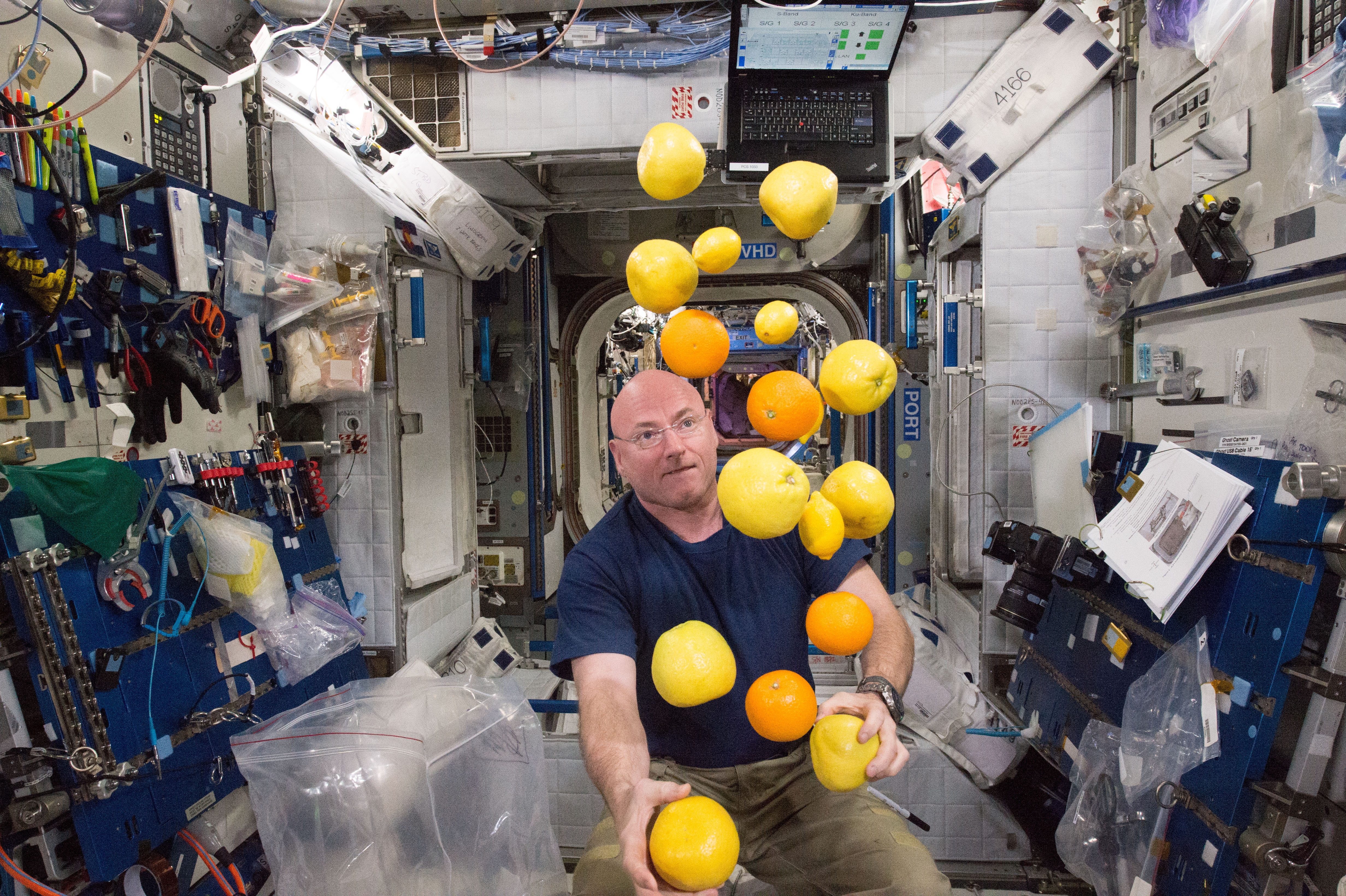
С. Келлі на борту МКС зі свіжими фруктами, доставленими на HTV-5

Скотт Келлі, разом зі своїм братом-близнюком Марком Келлі, був відібраний у групу підготовки астронавтів у 1996 році. З серпня 1996 року Скотт проходив дворічну космічну підготовку.
Перший космічний політ як пілот шаттла «Діскавері» STS-103, С. Келлі виконав у 1999 році. Політ тривав 8 діб. Потім він працював представником НАСА в Зоряному містечку, у Росії. Скотт Келлі був дублером екіпажу 5-й довготривалої експедиції МКС.
Під час другого польоту Скотт Келлі був командиром місії «Індевор» STS-118. Політ корабля проходив з 8 по 21 серпня 2007 року.
8 жовтня 2010 почався його третій політ в космос на кораблі «Союз ТМА-01М», а потім на МКС. Спочатку передбачалося, що в лютому 2011 Скотт зустріне на МКС свого брата-близнюка Марка, який прилетить на МКС як командир фінальної місії шаттла «Індевор» STS-134. У зв'язку з тим, що старт STS-134 був перенесений на 29 квітня 2011 року, а Скотт повернувся на Землю 16 березня 2011, орбітальна зустріч братів не відбулася.
Загалом, за три космічних польоти Скотт Келлі провів у космосі 180 діб 2:00 год. (4322 години).
Четвертий політ до МКС для С. Келлі розпочався стартом на кораблі «Союз TMA-16M» 27 березня 2015 року. Він був бортінженером екіпажу МКС-43 і 44 та командиром експедицій-45/46. 21 грудня 2015 року здійснив свій третій вихід у відкритий космос, який тривав 3 год. 16 хв. Перебування Скотта на борту МКС спільно з росіянином Михайлом Корнієнком тривало майже рік — на Землю вони повернулися кораблем «Союз TMA-18M» 2 березня 2016 року. Тривалість перебування в космічному польоті С. Келлі та М. Корнієнка склала 340 діб, що стало рекордним періодом безперервного перебування людей на МКС.
За підсумками чотирьох польотів Скотт Келлі став рекордсменом серед американських астронавтів — загалом він провів у космосі 520 днів 10 годин 33 хвилини.

## Підтримка України
Під час повномасштабного російського вторгнення в Україну, яке є частиною російсько-української війни Скотт Келлі зібрав 500 тисяч доларів для підтримки українців.
Келлі встановив рекорд перебування на орбіті, провівши на борту 340 днів поспіль. Астронавт вирішив увіковічити цей рекорд та створити серію творів мистецтва у вигляді NFT. Дроп назвали «Мрії з цього світу».
У День космонавтики, 12 квітня, Келлі виставив колекцію на аукціон OpenSea, який мав тривати три дні, але NFT-твори розпродали за кілька годин. Зібрані кошти передадуть українцям, які постраждали від війни.
27 жовтня 2022 року Скотт став амбасадором проєкту UNITED24. У проєкті Скотт допомагатиме напряму «Медична допомога» збирати кошти на швидкі класу С. Таких машин лікарі потребують декілька сотень, адже багато швидких знищено під час російсько-української війни.